# Ifrane Atlas Saghir
Ifrane Atlas Saghir  (in arabo افران أطلس الصغير‎?) è un centro abitato e comune rurale del Marocco situato nella provincia di Guelmim, regione di Guelmim-Oued Noun. Conta una popolazione di 11 205 abitanti (censimento 2014).